# شهرستان کولبوشووا
شهرستان کولبوشووا (به لهستانی: Kolbuszowa County) یک شهرستان در لهستان است که در استان پودکارپاکیه واقع شده‌است.

## خصوصیات
شهرستان کولبوشووا ۷۷۳٫۹۳ کیلومترمربع مساحت و ۶۱٬۳۹۹ نفر جمعیت دارد.